# Rowdy (Dallas Cowboys)
Rowdy é a mascote oficial do Dallas Cowboys, time que compete na National Football League (NFL) como um membro da divisão leste da National Football Conference (NFC).

## Desenvolvimento e primeiros anos
Rowdy  foi originalmente desenvolvido pela NFL Properties no início da década de 1990 como um personagem de cowboy/jogador de futebol americano chamado "Big D", que fazia parte do programa de mascote da liga NFL Heroes da equipe. Produtos mostrando uma versão inicial de Rowdy com seu nome listado como Big D foi comercializado para crianças e adolescentes durante as temporadas da NFL de 1994 e 1995. O Big D fez aparições públicas em jogos do Cowboys e outros eventos em 1994, mas não foi adotado pelos Cowboys como seu mascote oficial até 1996, depois que seu nome foi mudado para Rowdy e ajustes no design de seu personagem foram feitos.

## Design e aparência de personagens
Rowdy usa um uniforme de futebol do Dallas Cowboys combinado com trajes do oeste americano clássicos, incluindo um enorme chapéu de cowboy, calças e botas de cowboy. Seu número de jersey é 00 (pronunciado "duplo zero").

## Papel como mascote
Rowdy tem sido o mascote oficial dos Cowboys desde 1996. Seu mandato coincidiu com o de Crazy Ray, que foi o mascote não oficial dos Cowboys de 1962 até sua morte em 2007. Como o embaixador dos Dallas Cowboys, o trabalho de Rowdy inclui, mas não é limitado a criar entusiasmo no dia do jogo no AT&T Stadium. Ele faz isso nos jogos em casa dirigindo em seu quadriculo, jogando camisetas nas arquibancadas, usando sinais como "Let's Go Cowboys" e zombando dos oponentes. Rowdy participa de todos os jogos em casa e alguns jogos fora de casa.

## Envolvimento na comunidade
Rowdy está envolvido com, participa e faz aparições no seguinte: a Corrida de Susan G. Komen para a cura, o Exército de Salvação, a Escola de Ascensão de Dallas, as Olimpíadas Especiais, centros de aposentadoria, hospitais, escolas, aniversário festas, grandes inaugurações, jogos da Liga dos Campeões Menores por todo o país, convenções, desfiles, promoções de mercearias, jogos da Dallas Mavericks na NBA em Dallas, casamentos, e às vezes farão uma visita à multidão durante o intervalo. Ele foi ao Pro Bowl pelo menos três vezes: em 1995, antes de ser adotado pelos Cowboys como seu mascote oficial, e em 1999 e 2001. Ele também participou de eventos televisionados, incluindo o Alumni Beach Bowl da ESPN, Batalha do Gridiron e as Olimpíadas Especiais do canal ABC.

## Promoção de training camp
No campo de treinamento do Cowboys, Rowdy pode ser encontrado brincando com crianças na Kid's Zone de Rowdy. Ele leva as crianças através de cursos de obstáculo e os faz cantar para o seu jogador de Cowboys favorito durante o treino. As crianças também visitam a Cowboys Experience, que inclui uma casa inflável, escorregador, taco de futebol e chute a gol. Rowdy é conhecido por esguichar as crianças com armas de água, e qualquer outra pessoa que pisa em seu caminho, como jogadores, treinadores, equipes de TV e, especialmente, fãs que saem para assistir ao treinamento dos Cowboys no trainning camp.

## Participação de convenção de mascote
Rowdy representa os Cowboys a cada ano em cidades selecionadas para a convenção anual de mascote. Neste evento, os mascotes da NFL comparam e compartilham idéias para ajudar a continuar as mascotes e as maneiras de divulgar o conhecimento das mascotes.